# Strug
Strug, hebel (z niem. Höbel) – ręczne narzędzie do obróbki skrawaniem drewna i materiałów drewnopochodnych (płyty wiórowe, pilśniowe itp.). Strug składa się ze stalowego ostrza osadzonego w korpusie z drewna, metalu lub innych tworzyw.
Strug znajduje wiele zastosowań – od najprostszych – czyli wyrównywania płaszczyzn lub krawędzi desek, przez bardziej zaawansowane – wykonywanie wrębów i wpustów do najbardziej skomplikowanych profili.
Strugi stosowano już w starożytności i zasada ich pracy do dziś nie zmieniła się, komplikowały się natomiast ich formy i zadania. Szczyt rozkwitu strugi przeżywały w XIX w. głównie dzięki amerykańskim firmom narzędziowym jak np. Stanley (od 2010 Stanley Black & Decker), Millers Falls. Produkowały one setki modeli strugów do bardzo nieraz skomplikowanych czynności (np. strug kombinowany Stanley nr 55).
Dziś strugi ręczne są stosowane prawie wyłącznie w meblarstwie artystycznym lub przy renowacji mebli zabytkowych. W stolarstwie i ciesielstwie współczesnym zastąpiły je obrabiarki i elektronarzędzia (strugarka, frezarka, strug elektryczny).
| Strugi metalowe | Strug drewniany                                                                                              |
| --- | --- |
| | |
| A – szczelina robocza, B – ostrze, C – klin mocujący, D – pokrętło wysunięcia ostrza, E – uchwyt przedni, F – odchylak, G – dźwignia przechyłu ostrza, H – rękojeść (uchwyt), I – pokrętło reg. szczeliny roboczej, J – element reg. szczeliny roboczej | A – szczelina robocza, B – ostrze, C – klin, D – odchylak, E – nos (uchwyt), F – odbój, G – stopa (podeszwa) |

## Technika obróbki
Zasadą w obróbce jest równomierny ruch posuwisty narzędzia z przenoszeniem nacisku na przód struga na początku obrabianej powierzchni i na tył kiedy kończymy suw. W przypadku strugów europejskich pchamy narzędzie (wyjątkiem są strugi ciesielskie dwuręczne – tu pchamy i ciągniemy jednocześnie) od siebie, w krajach dalekiego wschodu ciągniemy do siebie (np. japoński strug kanna)
Obróbka powinna się odbywać zgodnie z przebiegiem włókien tj. nie może być prowadzona "pod słoje". Poprawnie prowadzony strug daje pojedynczy wiór. Skrawanie uzyskiwane jest tylko w jednym kierunku przejścia narzędzia.
Ostrze struga (samo lub z odchylakiem) to tzw. żelazko, mocowane jest w korpusie przy pomocy klina. Wysunięcie ostrza reguluje się uderzając w tylną część korpusu zakończoną odbojem (cofanie ostrze) lub w "żelazko" aby je bardziej wysunąć.
Bardziej skomplikowane konstrukcje zaopatrzone są w specjalne pokrętła, dające możliwość precyzyjnej regulacji.
Kąt ostrzenia w zależności od twardości obrabianego materiału waha się w granicach 25–35°, kąt nachylenia ostrza od 20° do 80° – również zależy od rodzaju struganego materiału, wymaganej jakości lub sposobu obróbki.

## Rodzaje strugów

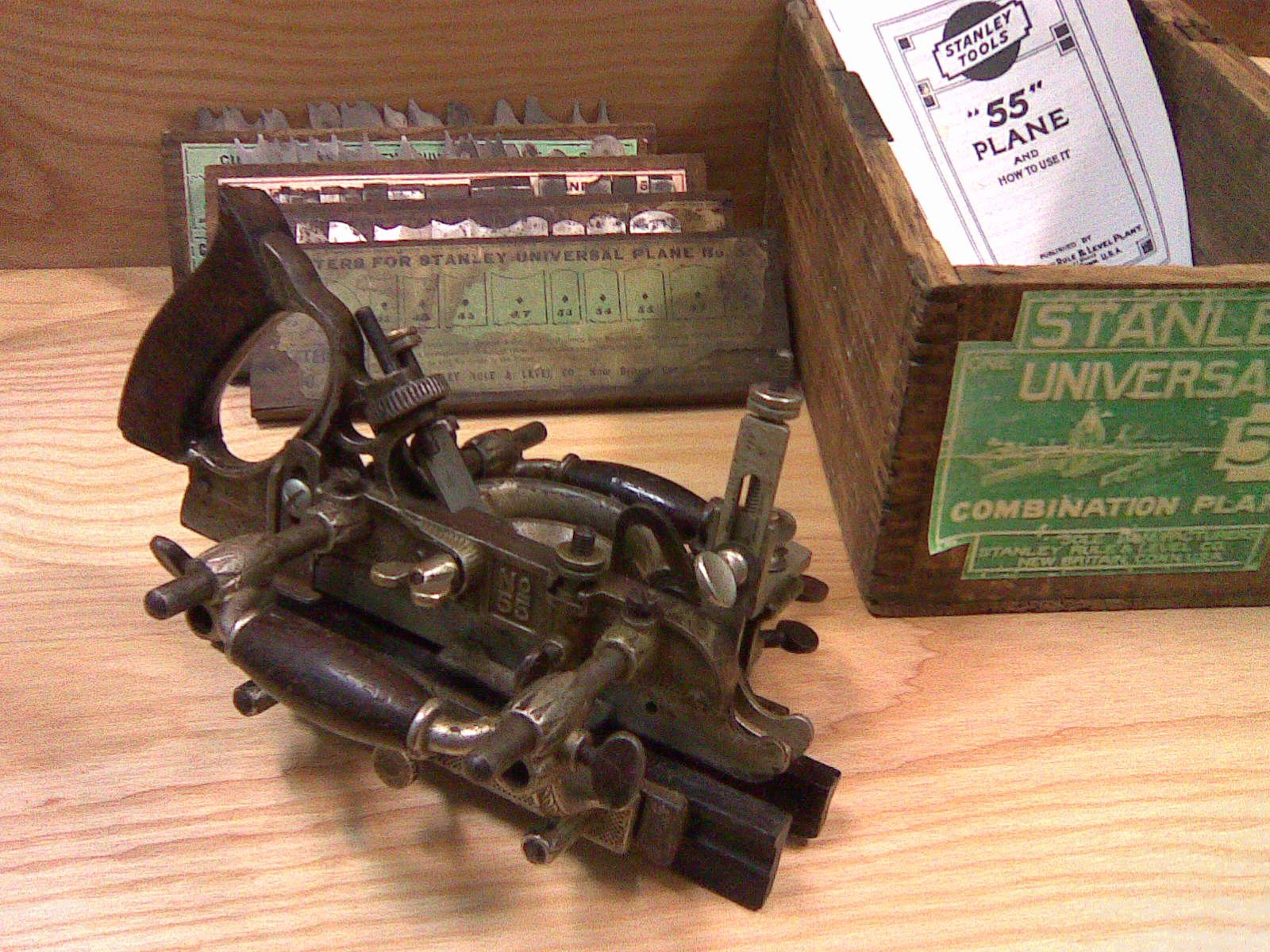
Strug kombinowany Stanley No.55 z zestawem noży i opakowaniem

Rozróżnia się wiele rodzajów strugów, w zależności od wykonywanych nimi czynności.
- Do wyrównywania powierzchni służy strug:
  - zdzierak (drapacz) – służy do obróbki zgrubnej drewna, pojedyncze ostrze o łukowatym zakończeniu pozostawia charakterystyczne ślady (podłużne wgłębienia widoczne czasem na odwrotnej stronie spodów szuflad, czy pleców starych mebli) – dziś praktycznie używany tylko w renowacji elementów drewnianych obiektów zabytkowych
  - równiak (listownik) – służy do wstępnego wyrównywania powierzchni drewna, ostrze proste – pojedyncze
  - gładzik (równiacz) – służy do ostatecznego wyrównania powierzchni, dzięki podwójnemu ostrzu (ostrze i odchylak) pozwala na bardzo precyzyjną obróbkę powierzchni w różnych kierunkach, bez obawy o tzw. zadzieranie
  - spust (rubanek) – dwu, lub trzykrotnie dłuższy od wyżej wymienionych, stosuje się go w tych samych celach co strug gładzik, ale do większych płaszczyzn i długich krawędzi (powyżej 1 m)
  - spajacz – podobny do spusta, długi, przystosowany do pracy w dwie osoby strug do wyrównywania krawędzi sklejanych długich desek
  - kątnik – wąski strug z otwartą na boki szczeliną roboczą służy do pogłębiania i wyrównywania wrębów
  - krzywak – strug z wypukłą, wklęsłą lub dowolnie regulowaną (w przekroju podłużnym) stopą stosowany do wygładzania powierzchni czy krawędzi krzywoliniowych (łukowatych)
  - kręgadło – do obróbki elem. o przekroju okrągłym
- Do wykonywania rowków, wrębów, wpustów – wyprofilowanych części połączeń elementów drewnianych służy nam strug:
  - wpustnik – stosuje się do wykonywania podłużnych rowków o różnej szerokości
  - wypustnik – wykonuje profil odwrotny do wpustnika – wypust, czasem zdarzały się strugi stanowiące połączenie wpustnika i wypustnika, posiadające dwa przeciwstawnie zamocowane w jednym korpusie ostrza stanowiące parę (do wykonywania połączeń równoległych na tzw. "nut i feder"
  - wręgownik (zakładnik lub felcownik) – do wykonywania wręgów prostych np. w przymykach drzwi
  - płytnik – do profilowania (obniżania) krawędzi płycin (tzw. filunków)
  - zasuwnik – do wykonywania profili połączeń na zasuw na krawędziach elementów
  - wybierak lub wybiornik – (daw. wyżłabiacz) do wykańczania rowków o skośnych ściankach naciętych piłą narznicą w płaszczyznach elementów

W pierwszej i drugiej grupie strugów spotka się również strugi, gdzie ostrze będzie ustawione nie poprzecznie do kierunku strugania, a pod lekkim kątem. Strugi te służą do strugania czół elementów.
- Do wykonywania ozdobnych profili na krawędziach lub płaszczyznach elementów służą strugi profilowe (zdobinowych, fasonowych, krajniki), ich nazwy ze względu na kształt ostrza to:
  - żłobnik – daje profil ćwierć lub półwałka wklęsłego
  - wałkownik – profil jak wyżej tylko wypukły
  - gruszec – daje profile w kształcie litery S

Mają one zwykle stały profil stopy i dopasowany do niego nóż. Znane są też strugi kombinowane, zwykle o metalowej konstrukcji, z wymiennymi ostrzami, pozwalające na większą swobodę w dopasowaniu profilu do potrzeb.
- Specyficznym strugami ze względu na kąt pochylenia ostrza i spełnianą funkcję jest drapień (zębacz, fakturnik) –  strug o drobnorowkowanym ostrzu służący do fakturowania powierzchni drewna przed okleinowaniem

## Galeria

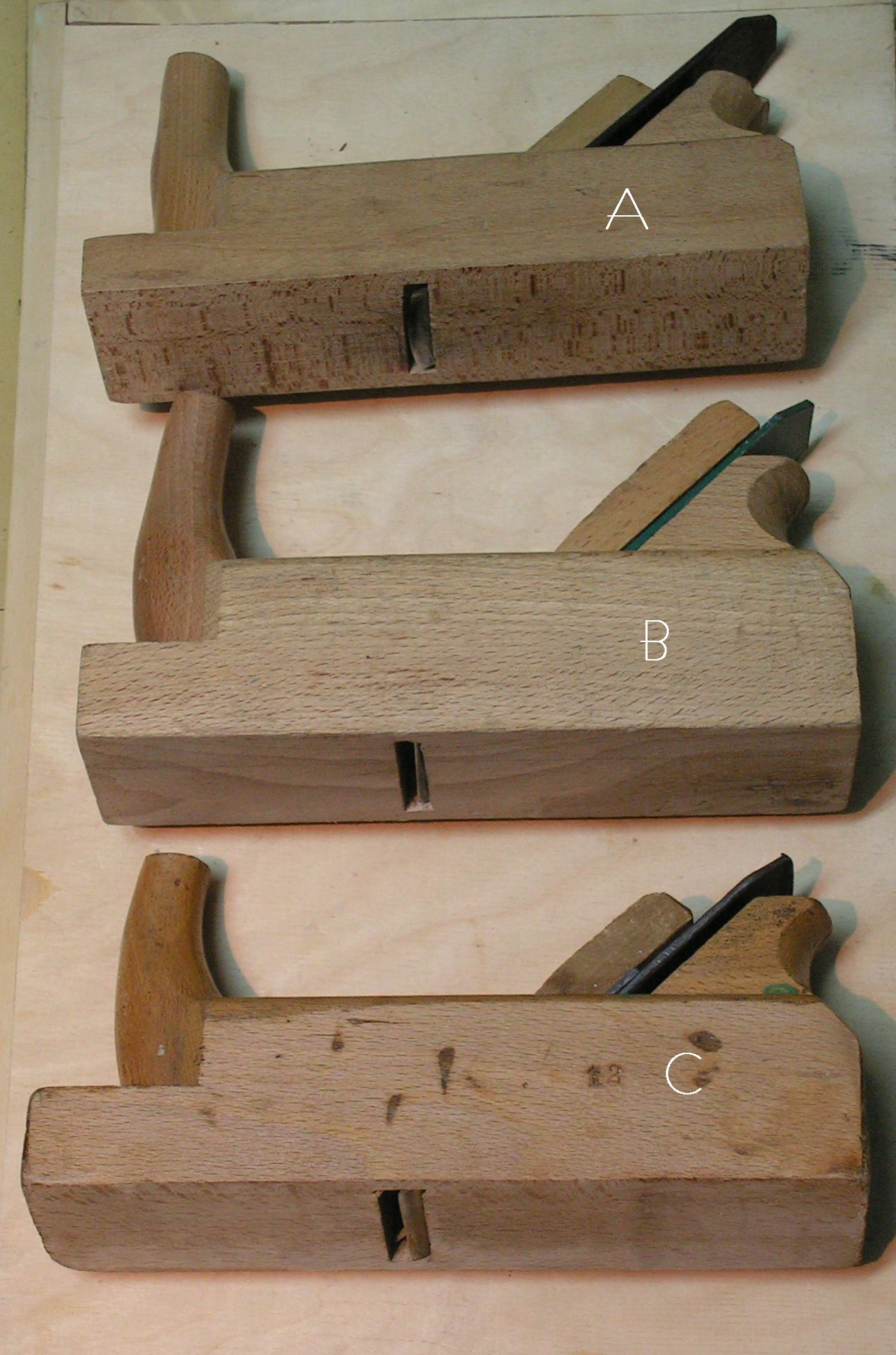
podstawowe rodzaje strugów: A-zdzierak, B-równiak, C-gładzik
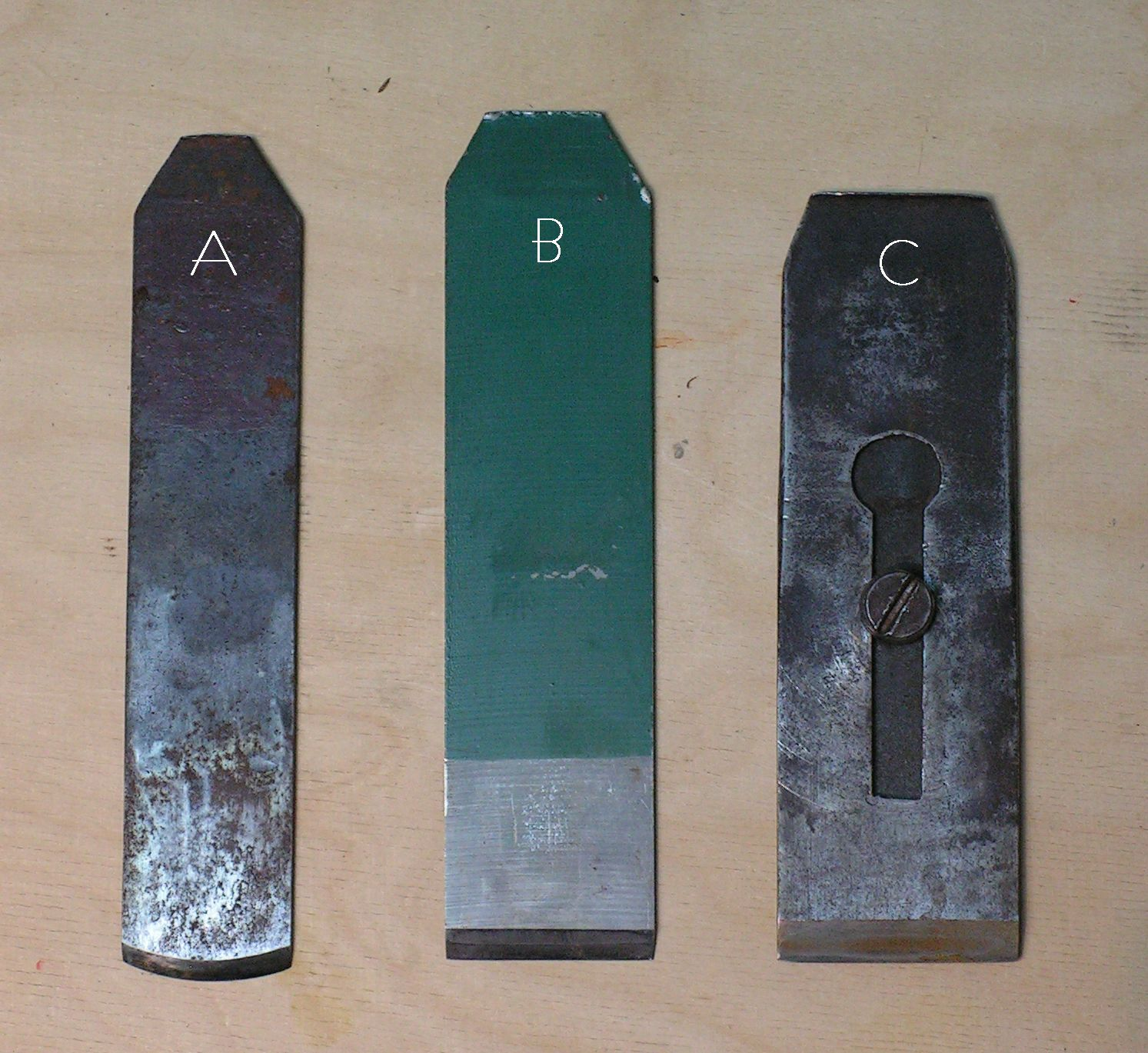
ostrza strugów: A-zdzieraka, B-równiaka, C-gładzika
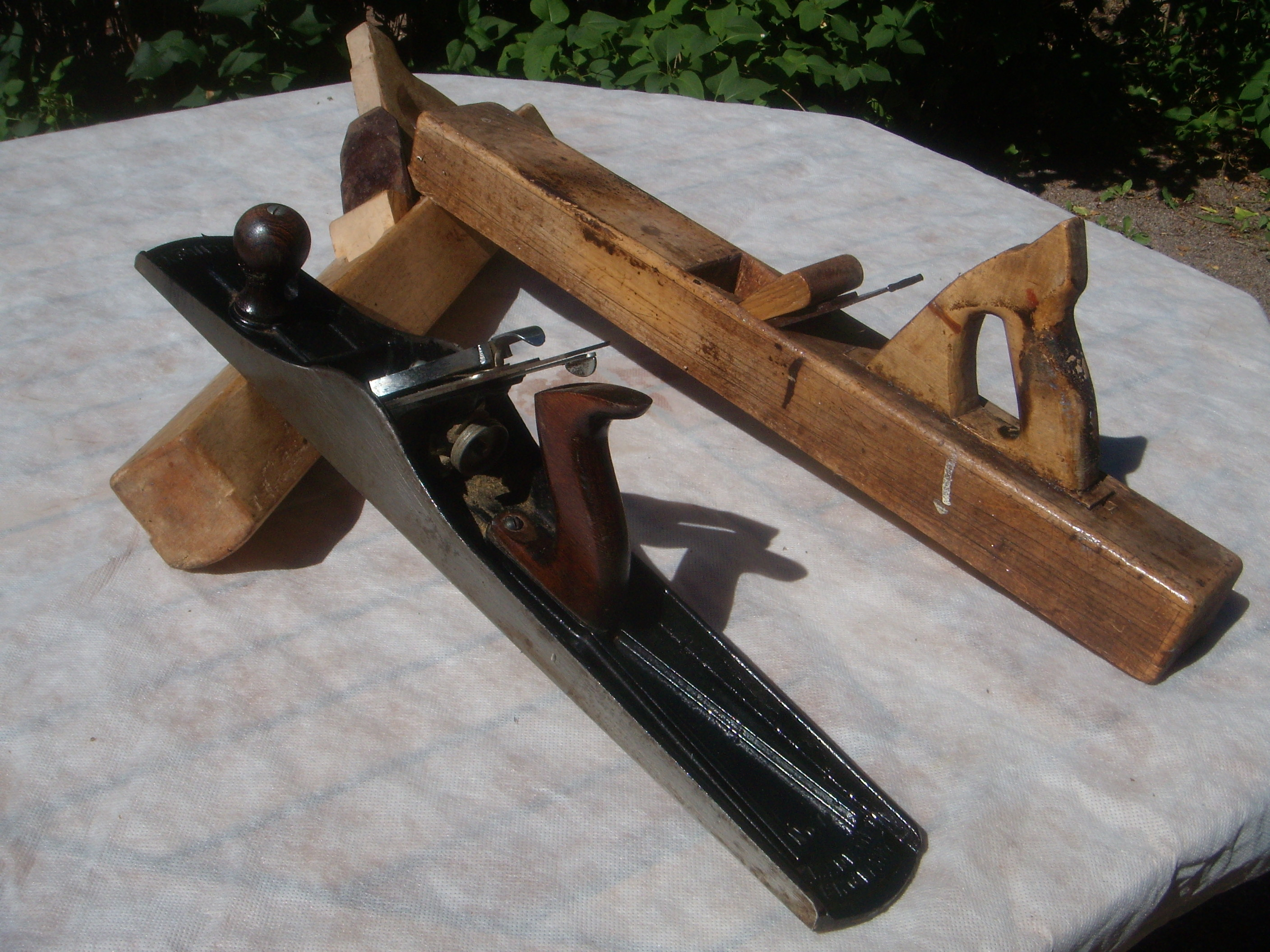
strugi spusty
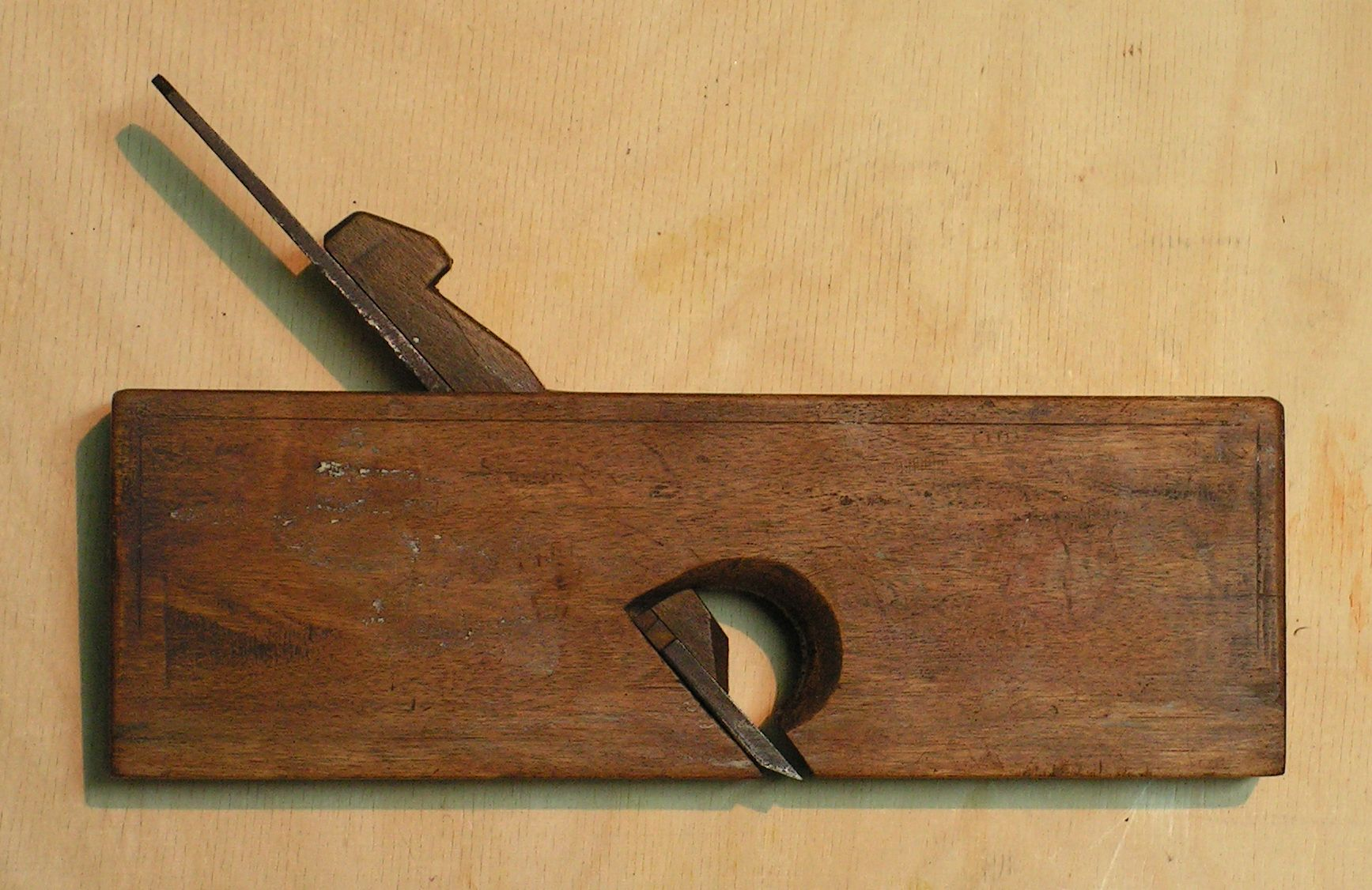
strug kątnik
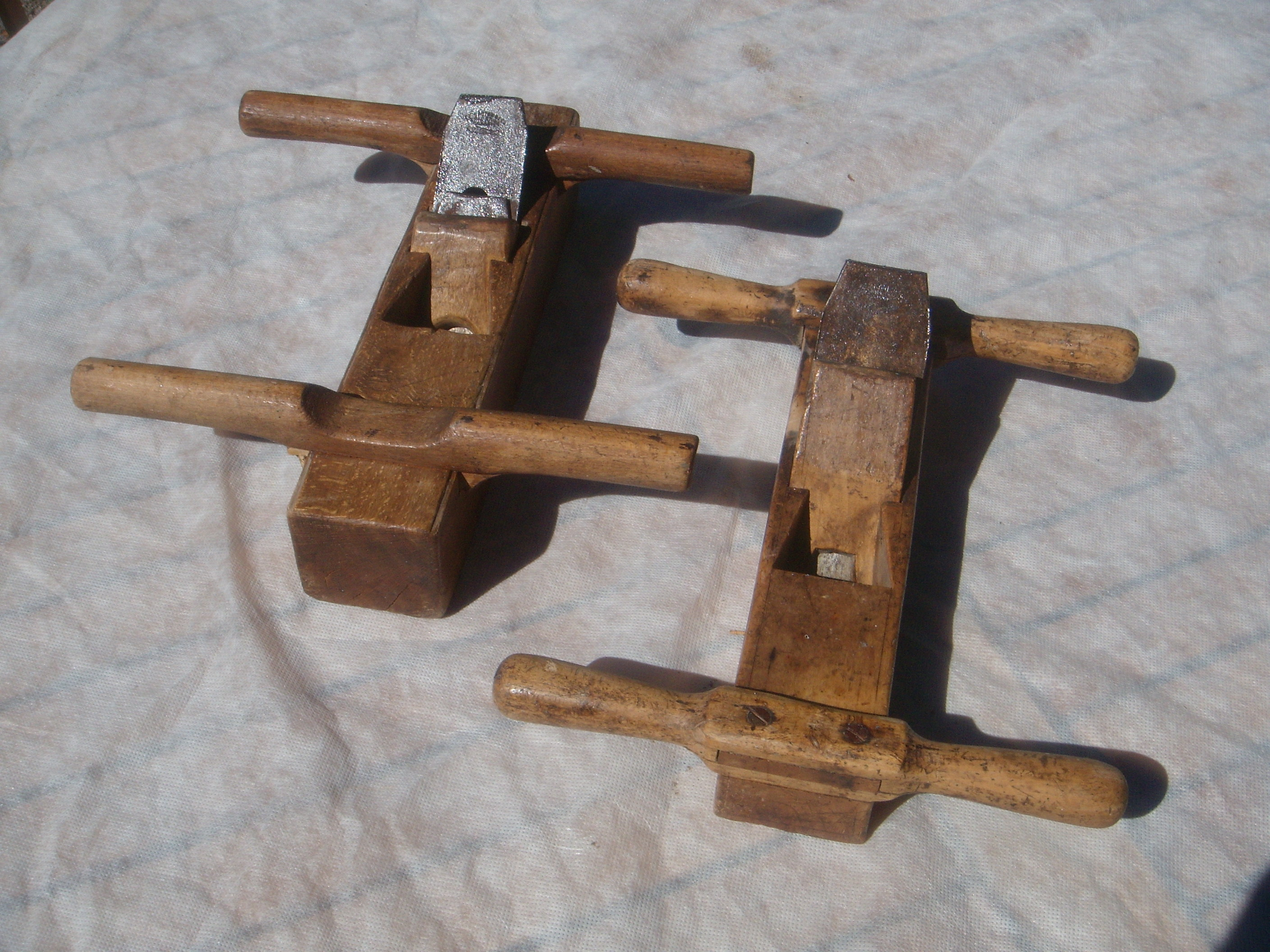
strugi ciesielskie dwuręczne – spajacze
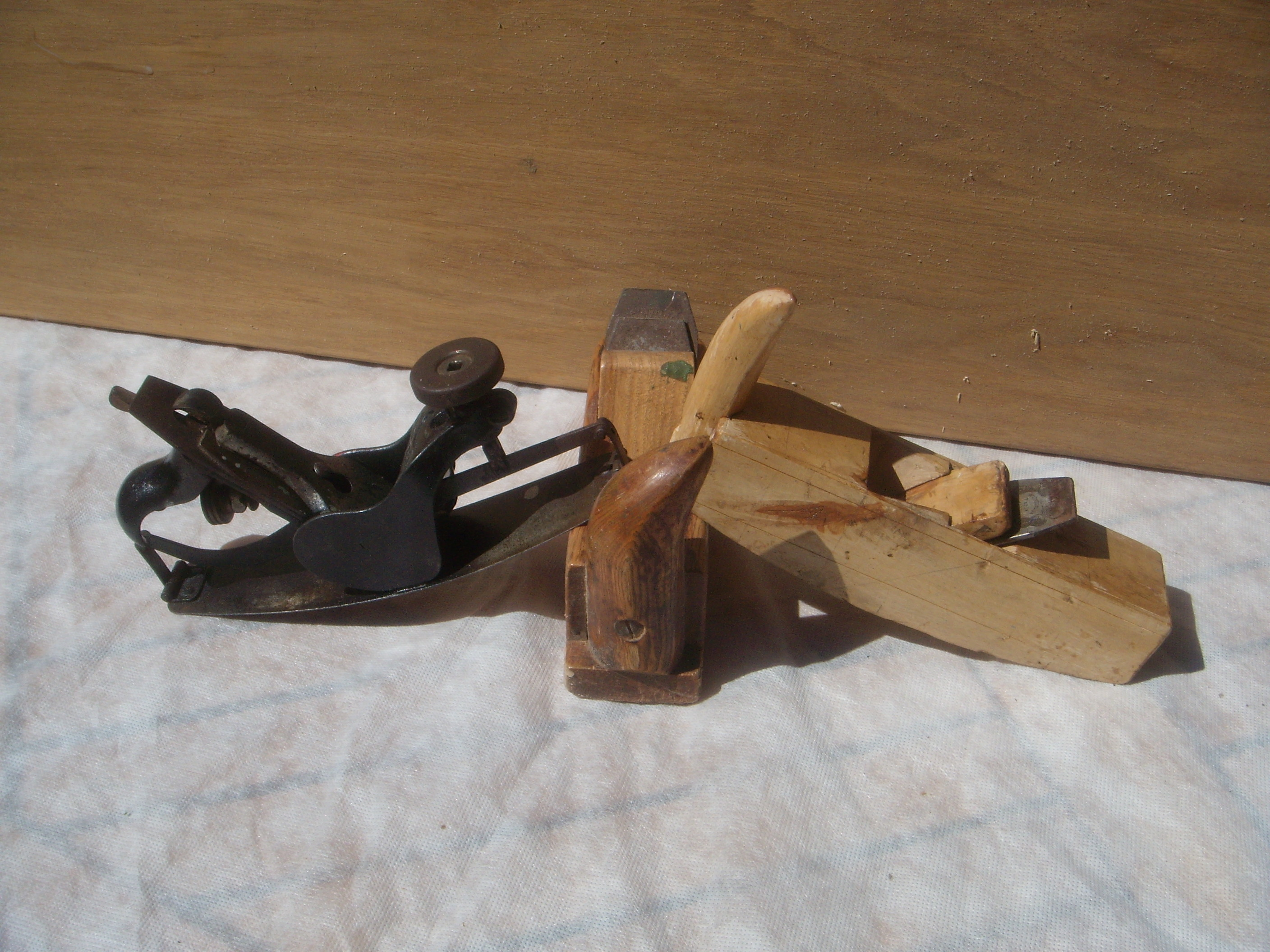
strugi krzywaki
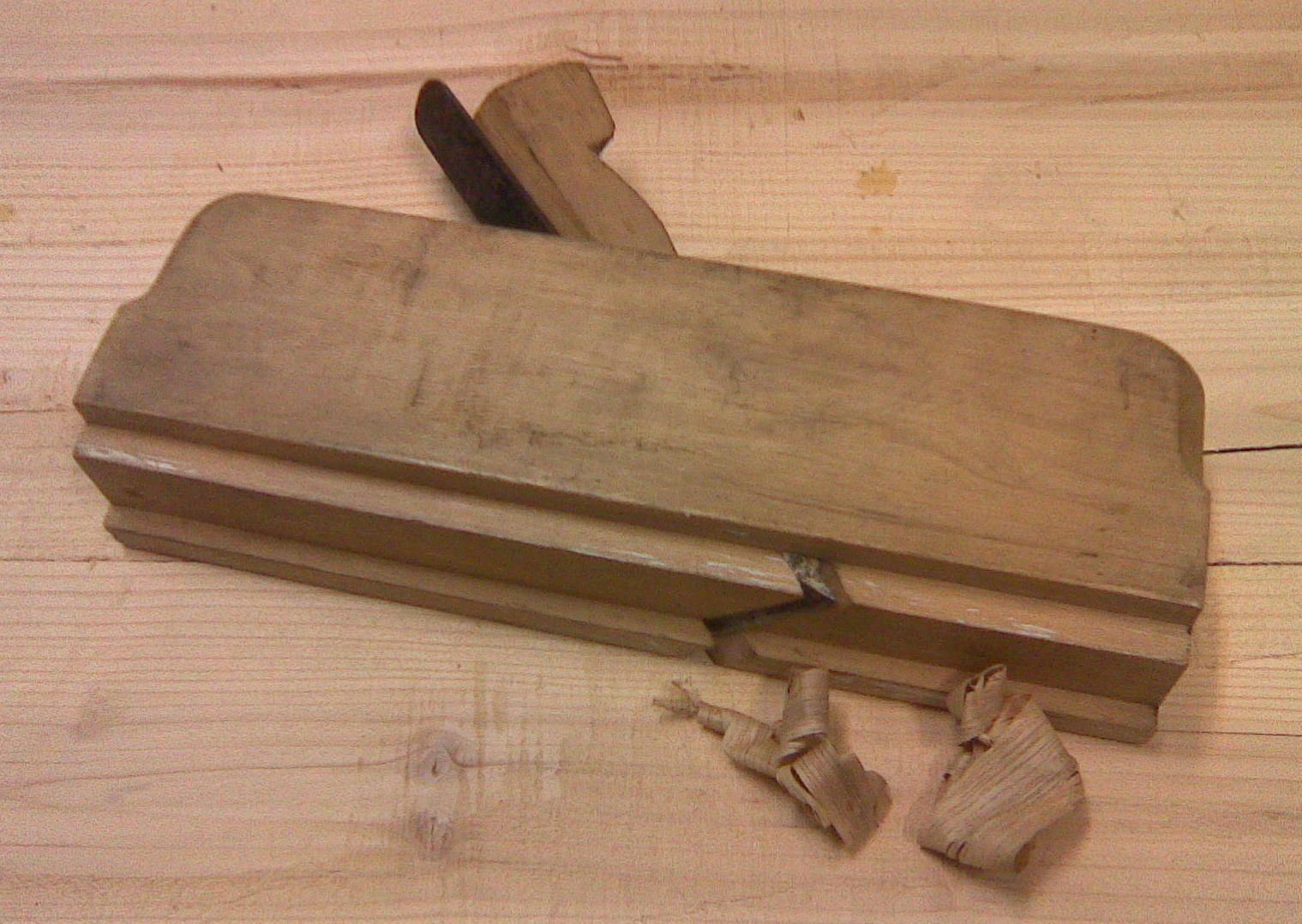
strug wręgownik
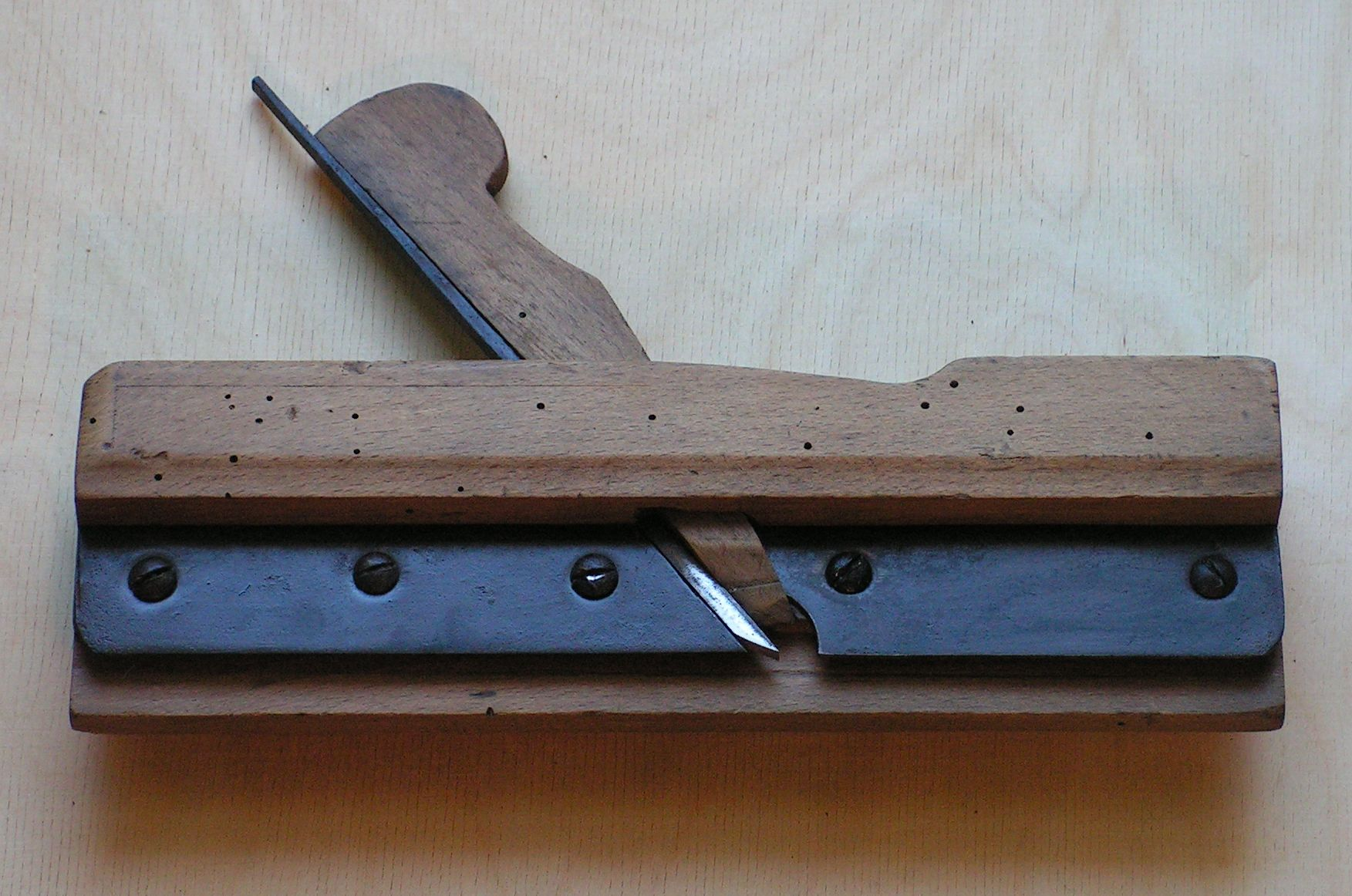
strug wpustnik
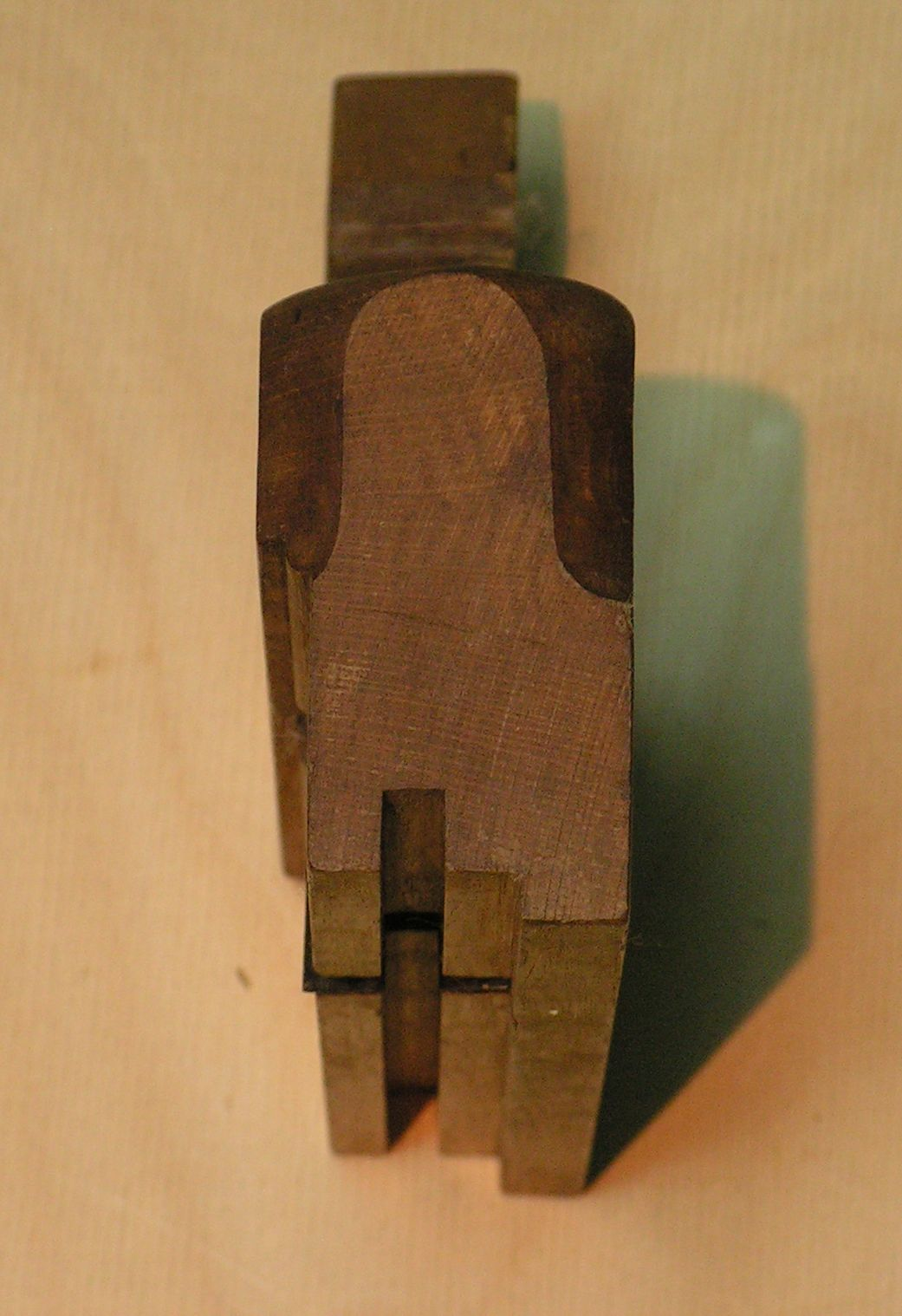
strug wypustnik
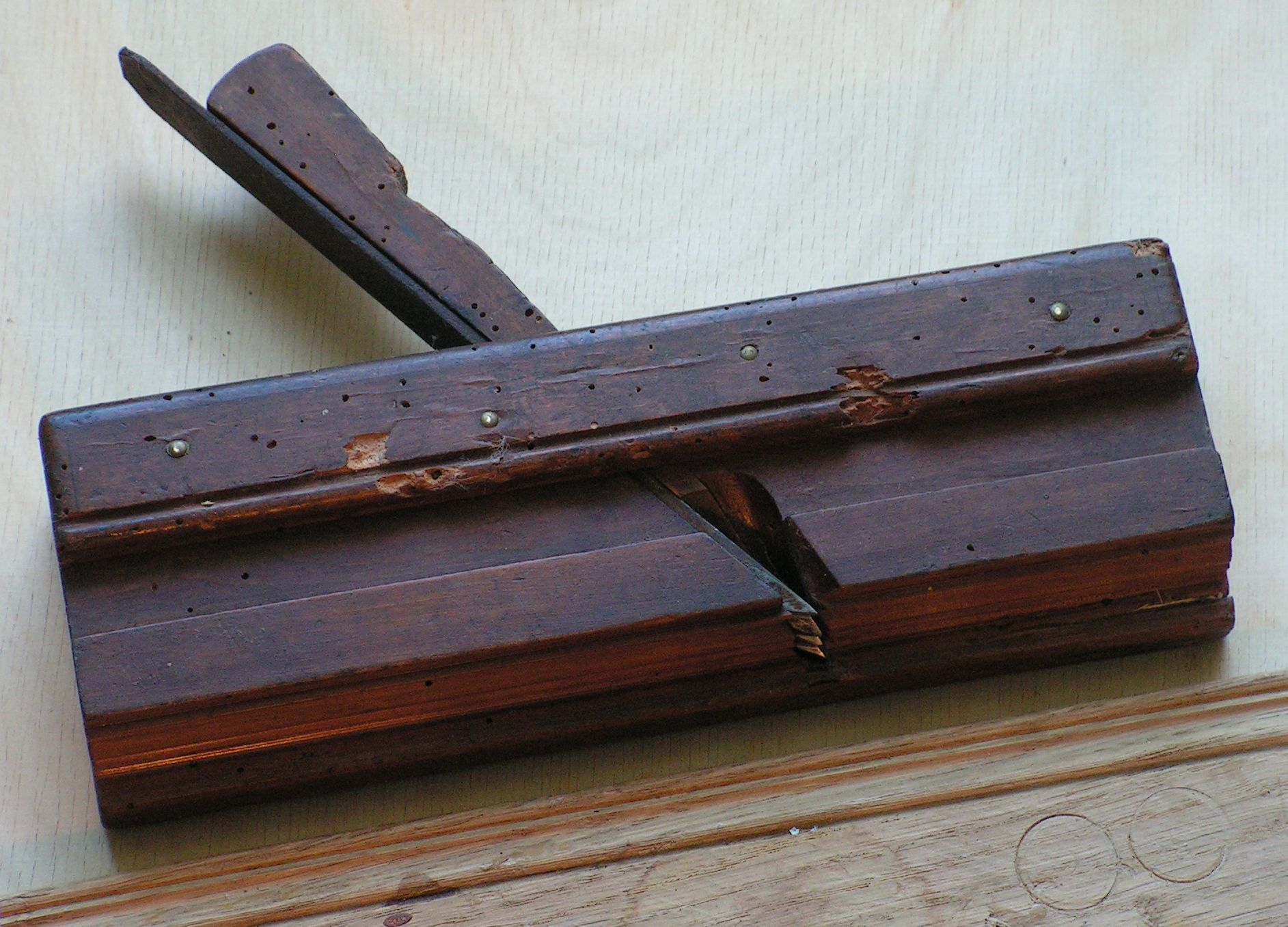
strug profilowy
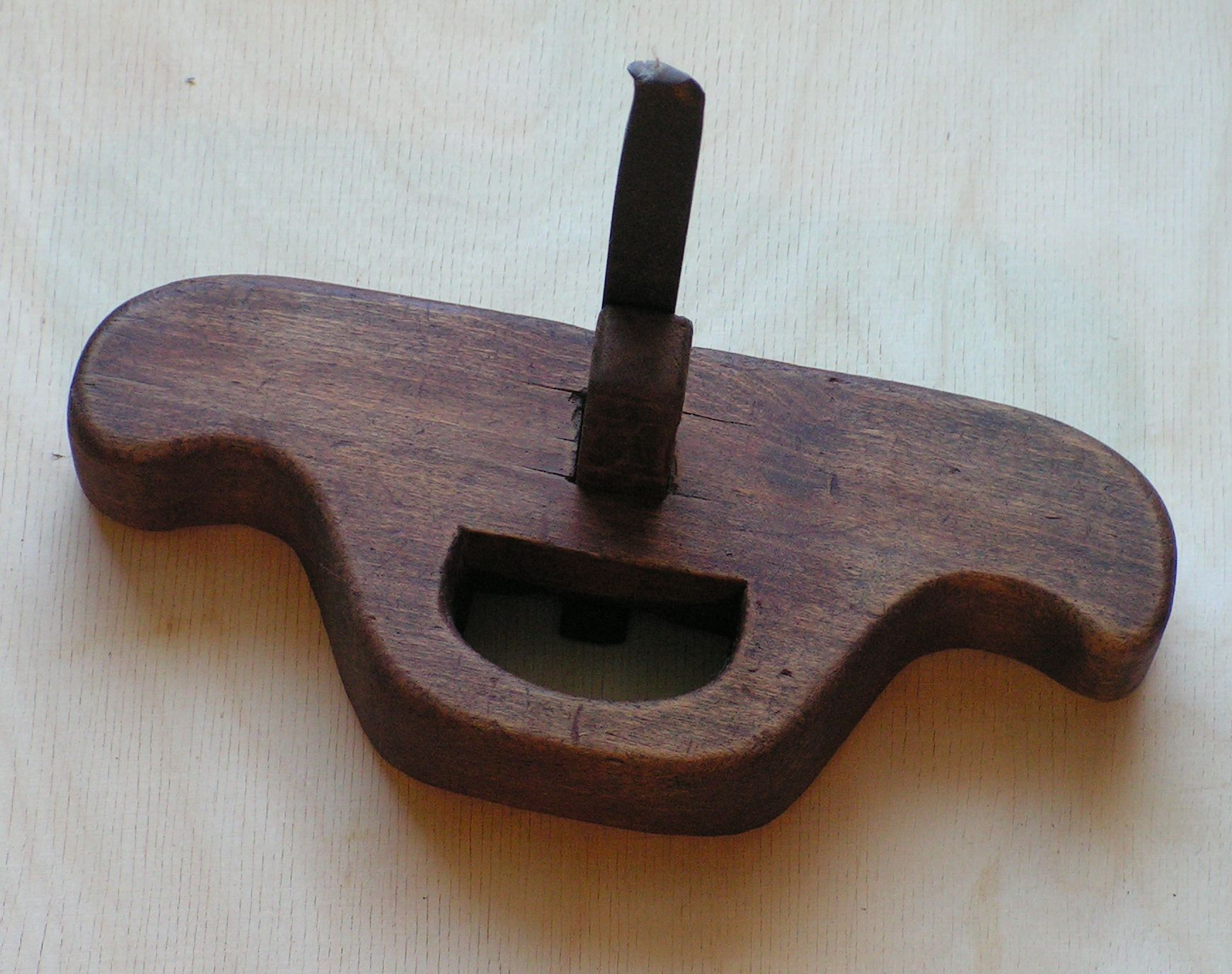
strug wybierak
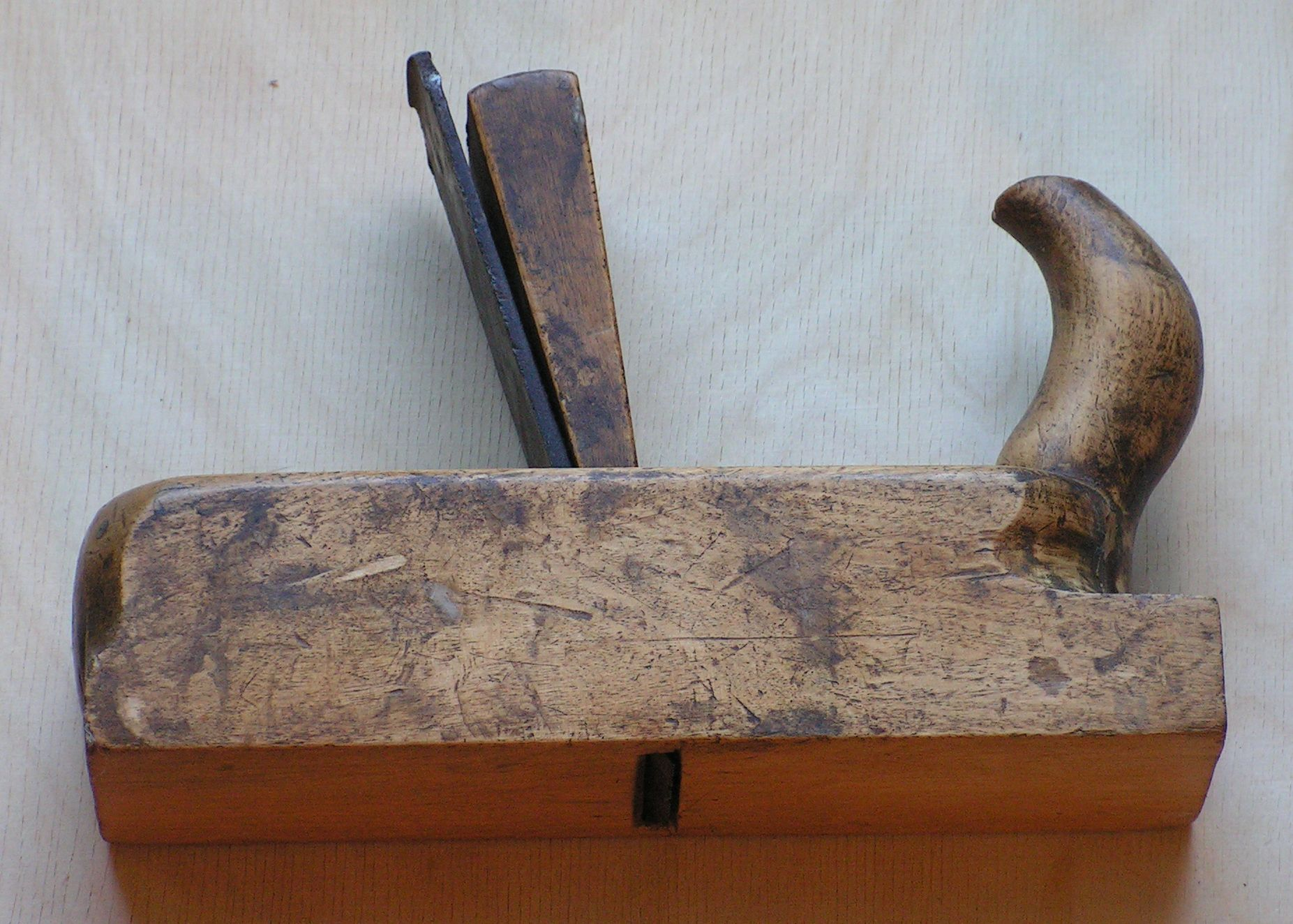
strug zębak
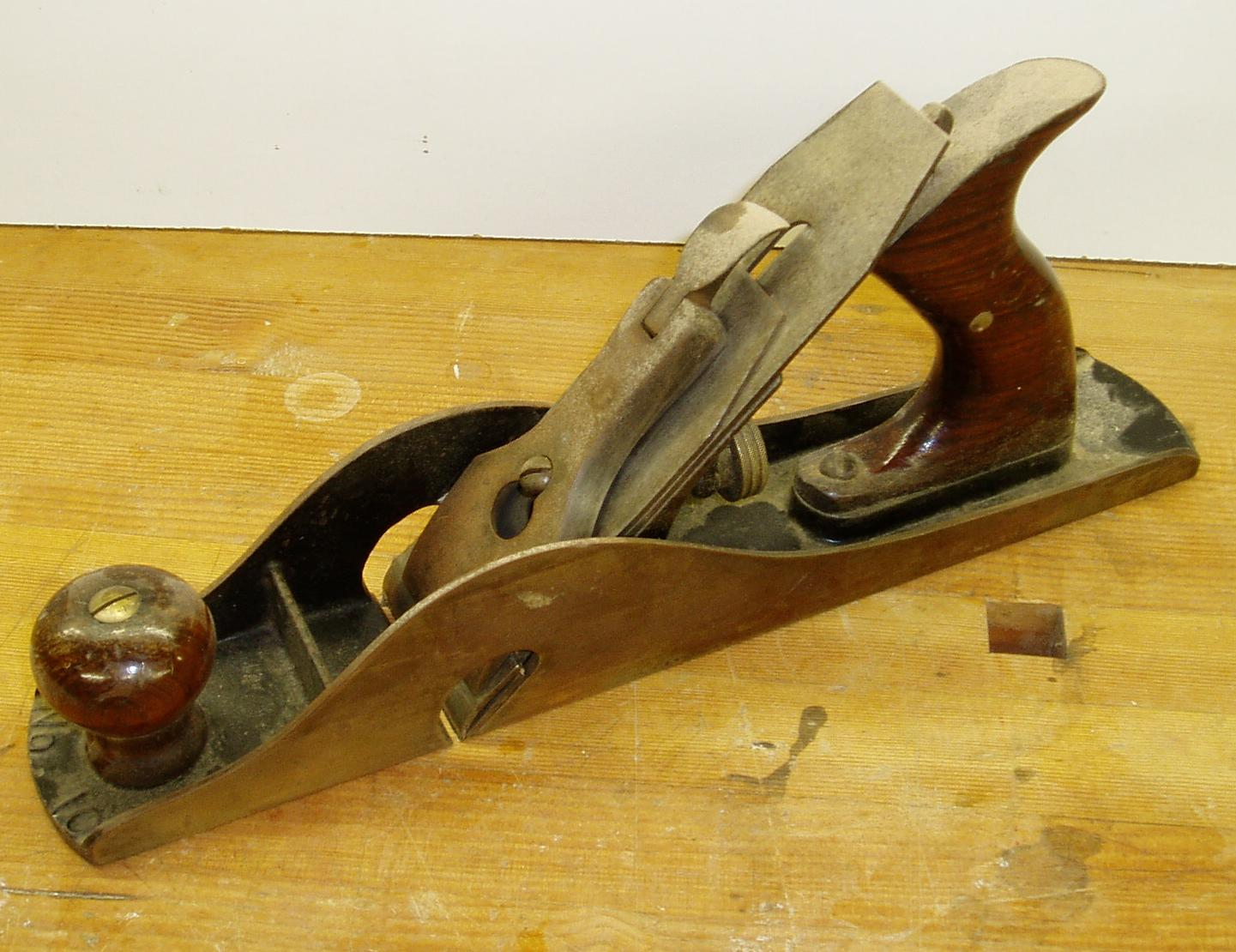
duży strug metalowy do prac przy krawędziach wklęsłych
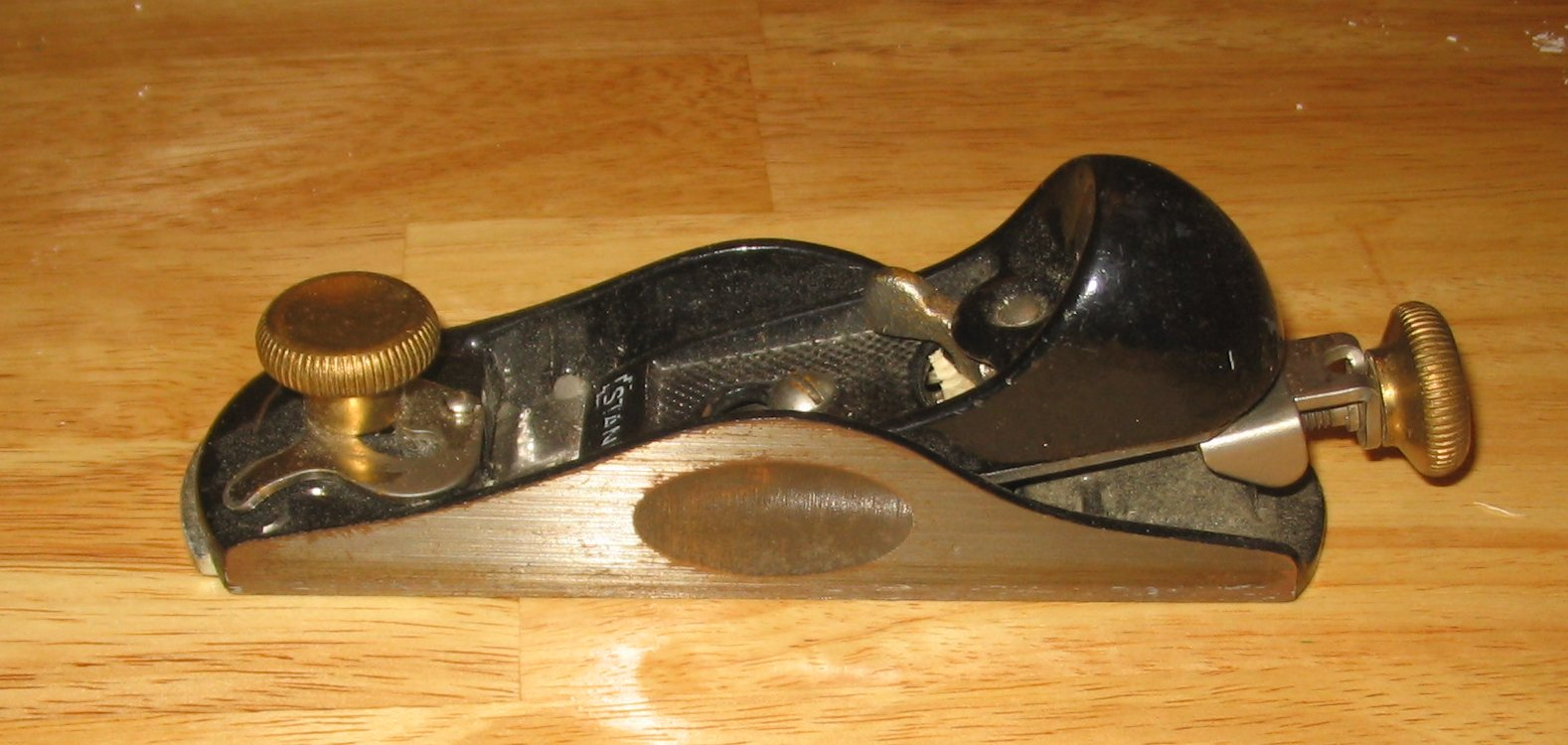
mały strug metalowy
sposób pracy japońskim strugiem "kanna"